# Spirou à New York
Spirou à New York est la quatre-vingt-dix-huitième histoire de la série Spirou et Fantasio de Tome et Janry. Elle est publiée pour la première fois dans Spirou du no 2560 au no 2572.

## Résumé
La mafia italienne de New York est consternée : une malchance tenace semble s'abattre sur ses activités et sur son principal Capo, Don Vito Cortizone. Le parrain, sur une idée de son second, Alfredo, décide de "tendre un piège à la chance" sous la forme d'une clé d'un coffre, glissée dans une pizza et contenant un million de dollars. Spirou et Fantasio, dans une situation financière précaire, se retrouvent en possession de la clé. Ils doivent couvrir de surcroît la finale du championnat de car-ball, où les concurrents jouent au football avec une épave de voiture, pour "Turbine Magazine".
Mais à New York, la mafia les informe qu'ils doivent les aider à éliminer leurs concurrents chinois pour récupérer le million. Refusant dans un premier temps de collaborer, ils sont victimes d'une embuscade des triades chinoises rivales, au cours de laquelle Spip est enlevé. Décidés à feindre de collaborer, ils se rendent avec Alfredo et Cortizone, contraints de les accompagner après avoir malencontreusement crevé son dirigeable avec un cigare, dans le QG du Mandarin, le chef des triades. Ils arrivent dans l'immeuble du mandarin avant que son sorcier Jiu Tcho Sett n'ait pu leur jeter un sort grâce à la table aux maléfices. Décidés à récupérer Spip, Spirou et Fantasio descendent un monte-plats pour accéder aux cuisines afin d'éviter les sbires du mandarin. Spip parvient à s'échapper du bocal dans lequel il était enfermé et les rejoint mais en remontant le monte-plat, ils sont à la surprise non accueillis par Alfredo mais par des Chinois, Alfredo et Vito ayant été capturés avant que la bombe qu'ils emmenaient avec eux dans une valise n'ait pu être amorcée.
Cortizone, dans un geste de désespoir, menace de tout faire sauter. Il amorce la bombe mais le Mandarin s'enfuit, emportant une autre valise supposée contenir un magot. Le Capo malchanceux le poursuit et les deux rivaux à la suite d'une tragique confusion explosent ensemble au-dessus de l'Hudson River : avant même que la valise n'explose, la montgolfière du mandarin se prend dans l'une des mines attachées à des cerfs-volants attachés que le mandarin avait fait lui-même installer pour protéger son quartier général contre des intrusions aériennes. Alfredo, qui n'a pas compris que le mandarin avait récupéré la mauvaise valise, jette en urgence par la fenêtre la valise à billets.
Plus tard, alors que Spirou et Fantasio reprennent l'avion pour Paris après cette aventure, Fantasio a la sensation d'avoir oublié quelque chose. Le reportage ! C'est en urgence qu'ils prennent un taxi pour couvrir la finale de car-ball. Arrivés au stade, il n'y a plus de place. Le guichetier, moyennant une bonne somme de billets, les laisse rentrer... mais c'est dans la Volkswagen Coccinelle qui sert de ballon qu'ils prendront des photos, ainsi secoués dans tous les sens !

## Personnages
- Spirou
- Fantasio
- Spip
- Don Vito Cortizone (première apparition)
- Alfredo (première apparition)
- Le Mandarin (première apparition)
- Jiu Tcho Sett, le sorcier du mandarin (première apparition)
- Gérard Bracam, patron de "Turbine Magazine"

## Autour de l'album

### Un nouveau méchant emblématique
Le personnage de Vito Cortizone est une caricature de Vito Corleone, interprété par Marlon Brando dans le film Le Parrain de Francis Ford Coppola, sorti en 1972 (soit quinze ans avant la parution de Spirou à New York). Le dessinateur Janry avoue regretter ne pas être un champion de la caricature, s'étant seulement inspiré du visage de l'acteur pour créer celui de son personnage. Mais qu'importe : en créant ce mafioso malchanceux et grotesque, les bédéistes tenaient leur méchant emblématique, à l'instar de Franquin avec son Zorglub.
C'est ainsi qu'ils le réutiliseront pour plusieurs des histoires qu'ils réaliseront par la suite. Il sera même employé par d'autres repreneurs de la série, Vehlmann et Yoann, dans deux de leurs histoires : Dans les griffes de la Vipère et Le Groom de Sniper Alley.

### New York
Faire voyager Spirou et Fantasio à New York était une occasion pour le scénariste Tome d'imaginer une histoire dans cette ville qui le fascine. Il souligne que pour un scénariste, cette ville est un paradis, car tout peut s'y passer. Il y fera d'ailleurs revenir plus tard ses héros, avec la réapparition d'autres personnages de cette histoire, dans Luna fatale. De même, deux autres séries scénarisées par lui ont pour cadre la Grosse Pomme : Soda et Berceuse assassine.
Aussi, les bédéistes voulaient faire voyager leurs héros dans des décors réels et ne plus se contenter de lieux fictifs tels que la Palombie ou Bab-El-Bled. Ils voulaient de cette manière apporter du réalisme à la série. C'est ainsi que pour la première fois, ils se sont rendus sur place pour effectuer des repérages, avec le dessinateur qui réalisa des dizaines de croquis et de photos, afin de saisir l'atmosphère. Ces documents ont beaucoup servi au coloriste Stuf, qui a fait le voyage et qui a pour la première fois employé des couleurs documentées sur la base des photos qu'ils ont prises. Par exemple, les taxis new-yorkais apparaissant sur les planches étaient très fidèles aux originaux. Ce voyage était également l'occasion pour les trois bédéistes, qui travaillaient ensemble cinq jours sur sept en ateliers, de voyager entre amis, de faire des pauses pour se ressourcer.
C'était tout l'inverse d'un de leurs précédents épisodes, Aventure en Australie, où ils s'étaient seulement basés sur des documentions dégotées çà et là. Il faut dire que le trio BD n'avait à l'époque pas les moyens de se rendre en Australie. Aussi, comme le public est abreuvé de visions sur la métropole américaine, en particulier à travers les séries TV et les films, les bédéistes se sont retroussés les manches pour que chacun reconnaisse "son" New York.
Pour le titre de l'histoire, ces bédéistes amateurs de calembours envisageaient dans un premier temps Avé Mafia. Néanmoins, le directeur des éditions Dupuis de l'époque, Jean Van Hamme, leur suggéra plutôt de valoriser l'idée forte de la présence du héros dans une métropole bien réelle. Le titre de Spirou à New York évoquait au scénariste des titres comme Tintin en Amérique ou Tarzan à Saint-Tropez. Mais dans l'heure qui a suivi, ce conseil lui parut comme une évidence. Enfin, cet épisode eut un succès à la fois commercial et affectif remarquable,.

## Publication

### Revues
- Publié pour la première fois dans le journal de Spirou du no 2560 au no 2572.

### Album
L'histoire est publiée, aux éditions Dupuis, dans l'album éponyme, trente-neuvième de la série, en septembre 1989. Elle est également reprise dans les divers éditions intégrales existantes de la série.